# Gregorian
Gregorian es una banda alemana de canto gregoriano con influencias modernas de la música «new age». Liderada por Frank Peterson, destaca tanto por la armonía vocal como por el acompañamiento instrumental. En 2016 compitió con la canción Masters of Chant en la Unser Lied für Stockholm, la selección nacional alemana para el Festival de la Canción de Eurovisión, quedando en el quinto puesto de la primera ronda por lo que no pasó a la fase siguiente.

## El proyecto
En 1988 Frank Peterson aborda la creación de un sonido nuevo con un coro de iglesia en vivo que fusiona lo antiguo y lo moderno. A diferencia de Enigma (proyecto musical) que utiliza samples de cantos litúrgicos, Peterson emplea el canto gregoriano como base para la reinterpretación de cuatro décadas de las canciones pop y rock más memorables.
Junto con su equipo (Michael Soltau, Carsten Heusmann y Jan-Erick Kohrs), Peterson recrea para sus vocalistas gregorianos canciones que van desde el rock de 1960 hasta el pop de los años 90. Se trataba de reescribir esos estilos en la escala pentatónica gregoriana, con una doble exigencia: no sólo las melodías debían ser musicalmente compatibles, sino que además el latín de las letras debía ser asimismo adaptado al nuevo estilo en inglés. El objetivo era lograr que materiales tan diversos como R.E.M., Simon and Garfunkel, Peter Gabriel o Metallica, entre otros, se adaptaran al paisaje sonoro gregoriano de modo que este pareciera más actual: introducciones alargadas, interludios, nueva instrumentación electrónica, ritmos añadidos.

## Primeras grabaciones
Frank Peterson reunió un coro de doce voces seleccionadas en Inglaterra, provenientes de catedrales e instituciones como la Academy of Saint Martin in the Fields, el Royal College of Music, King's College de Cambridge, la Real Escuela de Música del Norte y el Trinity College of Music. 
El equipo visitó los estudios Nemo ubicados en el Reino Unido para grabar con el coro. Para asegurar el ambiente, Frank contrató una vieja iglesia que había sido convertida en estudio con el fin de que el coro pudiera ser grabado en su entorno natural. Usando auriculares, la docena de voces cantó junto con los arreglos pregrabados.
Grabados tanto en solitario como en grupo vocal, llegó el momento de mezclar las pistas y los arreglos musicales. Al mismo tiempo se desarrollaron variaciones que daban entrada a la siguiente canción. Al final, el álbum de 12 pistas titulado 'Masters of Chant' tardó un año en producirse y fue lanzado el último trimestre de 1999. El álbum resultante fue un gran éxito en todo el mundo. Ya es disco de oro o platino en más de un tercio de países en los que fue lanzado.

## Gira europea
Los artistas de Gregorian continuaron con una gira europea a principios del 2000. Al igual que con la música, lo antiguo se mezcla con lo moderno y las iglesias fueron equipadas con máquinas de humo, luces y conciertos de rock que garantizaron las ovaciones al final de todos los conciertos. Estos sirvieron para reforzar aún más el interés en el álbum, por lo que la editora EDEL eventualmente relanzó el álbum Masters of Chant con dos bonus tracks. Una de esas canciones fue 'I Still Haven't Found What I'm Looking For' que anteriormente solo estaba disponible en un sencillo. Los cantantes fueron de gira a Alemania en noviembre para unirse a esta nueva versión.
Cada álbum de Gregorian se grabó inicialmente de forma digital en Nemo Studios, el estudio de Peterson en Hamburgo. Los vocalistas grabaron sus partes en un ambiente de iglesia con luces tenues y velas, para escapar de lo que Peterson denominó en una entrevista de 2001 como la atmósfera "fría y técnica" de los estudios.
Un DVD y VHS de larga duración titulado 'Masters of Chant in Santiago de Compostela', fue realizado por el coro y lanzado a principios del 2001. Pero éste no era una filmación de sus shows en vivo, sino videos grabados de 10 canciones del álbum Masters of Chant en lugares tales como cimas de las montañas y castillos.
El concepto tuvo éxito y el grupo grabó varios álbumes más de Masters of Chant con el mismo estilo. Su álbum de 2004, The Dark Side, se aleja un poco de los demás y presenta un repertorio más oscuro. En 2005 se publicó The Masterpieces, un álbum recopilatorio con un DVD en directo. El 31 de marzo de 2006 se publicó un quinto álbum de Masters of Chant. En 2006 también se publicó un álbum festivo, titulado Christmas Chants. El 28 de septiembre de 2007 se publicó un sexto álbum de Masters of Chant. En 2009, siguió un séptimo álbum de Masters of Chant. El 8 de septiembre de 2010 se anunció la publicación del siguiente álbum, titulado The Dark Side of Chant, el 15 de octubre de 2010.

## Últimos trabajos
Frank y su equipo regresan de nuevo al estudio para iniciar el proceso otra vez. Tres meses de selección de canciones y arreglos. Una nueva iglesia, el Henry Wood Hall de Londres, fue equipada para la grabación que se desarrolló durante 6 meses, incluyendo el tiempo para la mezcla. En octubre de 2001, fue lanzado el nuevo álbum llamado 'Masters of Chant Chapter II'.
El segundo capítulo tiene una mejor calidad en cuanto a orquesta, junto con más influencias étnicas. Además re-inventó el canon de los clásicos, la primera canción 'The Moment Of Peace' fue especialmente escrita para el disco por Carsten Heusmann. Chapter II tuvo prácticamente el mismo éxito de su predecesor. Cubriendo 60 shows en toda Europa, se le otorgó la condición de súper estrella en la actuación de la mayoría de estrellas de pop. Para acomodar el mayor número de shows, no solo se utilizaron iglesias en esta ocasión, sino también pequeños teatros que requerían cierto ambiente. A finales del 2001, se lanzó un segundo DVD y VHS llamado 'Moments Of Peace in Ireland' grabado en diversas localidades de dicho país.
Exactamente un año después del segundo álbum, el 'Master of Chant Chapter III' se publicó en octubre de 2002, resultando en una trilogía de álbumes. Una nueva añadidura al álbum era la inclusión de un remix del electro dúo alemán Schiller (banda). Alemania, Austria y Suiza fueron los primeros países en recibir el nuevo álbum y en cuestión de semanas empezó a escalar la lista de éxitos pop.
Pero las raíces de Gregorian van mucho más allá de ese día de 1998 cuando Masters of Chant fue concebido. Después de dejar Enigma en 1991, Peterson decidió hacer uno como solista bajo el seudónimo que usó en el debut de Enigma: F. Gregorian. Frank ya había pre-producido tres tracks cuando regresó a Alemania, completó el álbum con su esposa Susana Espelleta, Michael Wehr y los recién reclutados Tomas Schwarz y Matthias Meissner. El primer sencillo, 'So Sad', fue seguido por el álbum 'Sadisfaction' bajo el nombre del grupo: Gregorian.
Después de eso no hubo más lanzamientos de Gregorian durante algún tiempo. Frank sintió que no era el momento adecuado para una secuela en un mercado de hacinamiento. Y así, en 1999, Masters Of Chant apareció y el círculo se completa. Técnicamente no es una secuela, es un álbum refinado que sustituye los samples.

## Discografía
- Sadisfaction (1991)
- Masters Of Chant (1999)
- Masters of Chant in Santiago de Compostela (2001)
- Masters Of Chant Chapter II (2001)
- Masters of Chant - Moments of Peace in Ireland (2001)
- Masters Of Chant Chapter III (2002)
- Masters of Chant Chapter III (DVD) (2002)
- Masters Of Chant Chapter IV (2003)
- The Dark Side (2004)
- The Masterpieces (2005)
- Masters Of Chant Chapter V (2006)
- Christmas Chants (2006)
- Masters of Chant Chapter VI (2007)
- Christmas Chants & Visions (2008)
- Masters of Chant Chapter VII (2009)
- The Dark Side of the Chant (2010)
- Best of 1990-2010 (2010)
- Masters of Chant Chapter VIII (2011)
- Masters of Chant Chapter VIII (Gregorian Live in Europe 2011) (2011)
- Epic Chants (2012)
- Epic Chants - Live in Zagreb 2011 (2012)
- Masters Of Chant Chapter 9                                (2013)
- Wiinter Chants (Deluxe Edition) (2014)
- Winter Chants ( Saturn Edition)                                     (2014)
- GREGORIAN LIVE! Masters Of Chant The Final Chapter Tour (2016)
- Masters Of Chant X: The Final Chapter (Tour Edition) (2016)
- Holy Chants (2017)
- 20/2020 Album (2019)
- Pure Chants (2021)
- The Sound Of Silence (Pure Version) (2021)
- Pure Chants II (2022)

- O Fortuna

1. O Fortuna (Single Edit)
2. O Fortuna (Nitzer Ebb Remix Single Edit)
3. Fleurs Du Mal
4. Sympathy For The Devil
5. O Fortuna (Nitzer Ebb Extended Remix)

## Vídeo
- Gold Edition (24 de noviembre de 2003)

1. Still Haven't Found What I'm Looking For
2. Brothers In Arms
3. Tears In Heaven
4. Wish You Were Here
5. Moment Of Peace
6. Hymn
7. In The Air Tonight
8. Join Me
9. Only You
10. Sacrifice
11. Voyage, Voyage
12. The Gift
13. Bridge Over Troubled Water
14. Angels

- Live At Kreuzenstein Castle (30 de marzo de 2007)

1. Brothers In Arms
2. Scarborough Fair
3. Tears In Heaven
4. Nothing Else Matters
5. Wish You Were Here
6. Moment Of Peace
7. Hurt
8. Close My Eyes Forever
9. The Raven
10. Angels
11. Bridge Over Troubled Water
12. The Forest
13. Sacrifice
14. Fields Of Gold
15. Only You
16. Be
17. Heroes
18. Hymn

- Christmas Visions (2008)

1. Ave Maria
2. Silent Night
3. When a Child Is Born
4. Sweeter the Bells
5. In the Bleak Midwinter
6. Peace on Earth
7. Child in a Manger
8. Greensleeves
9. Miracle of Love
10. The Circle
11. Mad World
12. Crying in the Rain
13. Sacrifice
14. Kyrie
15. Moments of Peace
16. Angels
17. Noel Nouvelet
18. Hymn
19. Happy Xmas War Is Over